# Richmond International Airport

i7
i11
i13
Der Richmond International Airport ist der Flughafen von Richmond, der Hauptstadt des US-Bundesstaats Virginia.

## Lage und Verkehrsanbindung
Der Richmond International Airport liegt zehn Kilometer südöstlich des Stadtzentrums von Richmond auf dem Gebiet der Gemeinde Sandston.
Nördlich des Richmond International Airport verlaufen die Interstate 64 und der U.S. Highway 60. Außerdem verlaufen östlich die Interstate 295 und südlich die Virginia State Route 895. Der Flughafen selbst ist nicht in den Öffentlichen Personennahverkehr eingebunden, allerdings verkehren Busse der Greater Richmond Transit Company auf dem nahegelegenen U.S. Highway 60.

## Geschichte
Der Flughafen wurde am 15. Oktober 1927 als Richard Evelyn Byrd Flying Field eröffnet, benannt zu Ehren des Polarforschers Richard Evelyn Byrd. Gast bei der Einweihung war Charles Lindbergh mitsamt seinem Flugzeug Spirit of St. Louis. Die Fluggesellschaft Eastern Air Lines (damals noch Eastern Air Transport) nahm 1932 die ersten Linienflugverbindungen vom Byrd Field auf.
Von 1942 bis zum Ende des Zweiten Weltkriegs nutzte das United States Army Air Corps den Flughafen, die Infrastruktur wurde in dieser Zeit ausgebaut. 1968 wurden für 2,8 Millionen Dollar (entspricht dem heutigen Gegenwert von 21,8 Millionen Dollar) weitere Umbau- und Erweiterungsmaßnahmen durchgeführt. Neben Eastern Air Lines hatten auch National Airlines, Piedmont Airlines und United Airlines den Flughafen in ihr Liniennetz aufgenommen.
1984 wurde der Flughafen in Richmond International Airport umbenannt. 1985 war Richmond einer der ersten Flughäfen, der ein Mikrowellenlandesystem (MLS) erhielt. Während andernorts der Nutzen von MLS für die kommerzielle Luftfahrt untersucht wurde, betonte das Projekt in Richmond die Einbindung der Allgemeinen Luftfahrt.
In den Jahren 1995, 2002 und 2007 wurde das Terminalgebäude erweitert, 2004 ein neuer Kontrollturm eingeweiht.

## Fluggesellschaften und Ziele
Im Jahr 2017 nutzten rund 3,7 Millionen Passagiere den Flughafen Richmond. Die wichtigsten Fluggesellschaften waren dabei Delta Air Lines, American Airlines, die Regionalfluggesellschaft ExpressJet Airlines, welche den Flughafen ausschließlich im Auftrag anderer Fluggesellschaften anfliegt, und die Billigfluggesellschaften Jetblue Airways und Southwest Airlines. Es bestehen Linienflugverbindungen innerhalb der Vereinigten Staaten.

## Zwischenfälle
- Am 16. Mai 1946 stürzte eine Douglas DC-3/C-47A-80-DL der US-amerikanischen Viking Air Transport (Luftfahrzeugkennzeichen NC53218) zehn Kilometer südlich des Flughafens Richmond ab. Die Piloten waren trotz Triebwerksproblemen dort gestartet, mussten aber wegen noch schlechter werdender Triebwerksleistung zurückkehren. Wegen eines schlecht durchgeführten Anflugs musste durchgestartet werden, wobei ein Triebwerk sehr rau lief. Daraufhin wurde das Triebwerk Nr. 2 (rechts) abgestellt, obwohl Nr. 1 (links) defekt war. Auch wurde das Fahrwerk nicht eingefahren. Die Piloten verloren die Kontrolle über das Flugzeug, es kam zum Strömungsabriss und Absturz. Alle 27 Insassen, zwei Besatzungsmitglieder und 25 Passagiere, wurden getötet.[8]

- Am 8. November 1961 fielen bei einer Lockheed L-049E Constellation der US-amerikanischen Imperial Airlines (N2737A) im Flug beide rechte Triebwerke (Nr. 3 und 4) aus. Ursache war eine Fehlbedienung durch den auszubildenden Flugingenieur, wodurch deren Treibstoffversorgung wegen eines falsch verschalteten Tanks zum Erliegen kam. Im Anflug für eine Notlandung auf dem Flughafen Richmond-Byrd änderte der Kapitän plötzlich unkoordiniert die gewählte Landebahn und wollte das Fahrwerk ausfahren, was aber wegen Fehlbedienung des Hydrauliksystems misslang. Beim Versuch des Durchstartens mit nur den 2 funktionierenden linken Triebwerken überlastete er das Triebwerk Nr. 1, was auch zu dessen Ausfall führte. Das Flugzeug stürzte 1500 Meter vor der Landebahn ab, fing Feuer und brannte aus. Dabei wurden 77 der 79 Insassen getötet, alle 74 Passagiere und drei der fünf Besatzungsmitglieder. Der Kapitän und der Flugingenieur überlebten als Einzige.[9][10]

- Am 16. Juli 1964 wurde eine Douglas DC-7B der US-amerikanischen Eastern Air Lines (N809D) bei der Landung auf dem Richmond International Airport 45 Meter vor der Ladenbahnschwelle aufgesetzt. Daraufhin brach das rechte Hauptfahrwerk zusammen; die Maschine rutschte noch 1450 Meter weiter, bis sie zum Stillstand kam. Alle 76 Insassen, fünf Besatzungsmitglieder und 71 Passagiere, überlebten den Unfall. Das Flugzeug wurde irreparabel beschädigt.[11]

## Verkehrszahlen
| Jahr | Passagierzahlen | Luftfracht (Tonnen) (mit Luftpost) | Flugbewegungen (mit Militär) |
| ---- | --------------- | ---------------------------------- | ---------------------------- |
| 2017 | 3.657.479       | 61.378                             | 96.583                       |
| 2016 | 3.559.052       | 61.002                             | 94.722                       |
| 2015 | 3.513.142       | 53.930                             | 99.067                       |
| 2014 | 3.352.651       | 52.874                             | 100.695                      |
| 2013 | 3.196.480       | 53.401                             | 97.903                       |
| 2012 | 3.167.294       | 47.827                             | 98.228                       |
| 2011 | 3.179.956       | 42.281                             | 102.192                      |
| 2010 | 3.311.747       | 38.572                             | 103.810                      |
| 2009 | 3.305.199       | 38.625                             | 104.884                      |
| 2008 | 3.490.356       | 48.766                             | 117.650                      |
| 2007 | 3.634.544       | 52.704                             | 121.244                      |
| 2006 | 3.294.045       | 52.515                             | 120.581                      |
| 2005 | 2.903.503       | 50.732                             | 134.414                      |
| 2004 | 2.496.230       | 51.835                             | 133.904                      |
| 2003 | 2.390.497       | 52.945                             | 127.238                      |
| 2002 | 2.360.418       | 53.208                             | 131.978                      |
| 2001 | 2.411.732       | 52.663                             | 144.107                      |
| 2000 | 2.687.444       | 66.991                             | 154.689                      |
| 1999 | 2.618.921       | 66.989                             | 151.522                      |

### Verkehrsreichste Strecken
| Rang | Stadt                        | Passagiere | Fluggesellschaft |
| ---- | ---------------------------- | ---------- | ---------------- |
| 01   | Atlanta, Georgia             | 517.920    | Delta, Southwest |
| 02   | Charlotte, North Carolina    | 255.330    | American         |
| 03   | Chicago–O’Hare, Illinois     | 156.330    | United           |
| 04   | Boston, Massachusetts        | 155.730    | Delta, JetBlue   |
| 05   | Dallas/Fort Worth, Texas     | 102.050    | American         |
| 06   | New York–LaGuardia, New York | 096.940    | American, Delta  |
| 07   | Philadelphia, Pennsylvania   | 088.130    | American         |
| 08   | Orlando, Florida             | 063.730    | JetBlue, Spirit  |
| 09   | Detroit, Michigan            | 062.140    | Delta            |
| 10   | Newark, New Jersey           | 056.200    | United           |